# Oenopota obsoleta
Oenopota obsoleta é uma espécie de gastrópode do gênero Oenopota, pertencente a família Mangeliidae.